# صابرآباد، جلیل‌آباد
صابرآباد (به ترکی آذربایجانی: Sabirabad) یک منطقه مسکونی در جمهوری آذربایجان است که در شهرستان جلیل‌آباد واقع شده‌است. صابرآباد ۳۸۱۶ نفر جمعیت دارد.